# Championnat d'Allemagne de football 1954-1955
Navigation
Meisterschaft
(Oberligen)
1953-1954 Meisterschaft
(Oberligen)
1955-1956
La saison 1954-1955 du Championnat d'Allemagne de football était la 45e édition de la première division allemande. Le championnat fut disputé par 9 clubs issus de cinq ligues supérieures (les champions et vice-champions des Oberligen Nord, West, Südwest, Süd et le champion de l'Oberliga Berlin).
Depuis 1947, quatre Oberligen (Nord, West, Süd et Südwest) s'étaient constituées auxquelles s'ajoutait la Vertragsliga Berlin. Celle-ci fut, par facilité, familièrement dénommée "Oberliga Berlin". Depuis la saison 1950-1951, cette ligue ne concernait plus que les clubs situés à Berlin-Ouest. Malgré la faiblesse générale de ses clubs par rapport à la moyenne générale, la "Ligue berlinoise" resta maintenue jusqu'en 1963 pour d'évidentes raisons politiques, mais aussi "sentimentales".
Les modalités de qualification et le nombre de qualifiés total et/ou par "Oberliga" évoluèrent au fil des saisons. Pour cette édition 1954-1955, la DFB revint à la formule appliquée lors des saisons 1951, 1952 et 1953, à savoir une phase finale avec huit participants, répartis en deux groupes de quatre (chaque équipe rencontrant ses adversaires en aller/retour).
Mais face aux revendications des Fédérations régionales, la DFB ouvrit davantage de places et organisa un tour préliminaire, suivi d'un repêchage. La procédure fut la suivante: les cinq champions des Oberligen furent qualifiés directement pour la phase de groupes. Les vice-champions des régions "Nord", "Ouest", "Sud" et "Sud-Ouest" prirent part au tour préliminaire. Des quatre vice-champions, ce fut le SSV Reutlingen (Sud) qui resta sur le carreau.
Le 1. FC Kaiserslautern se qualifia pour une 3e finale consécutive, mais il y subit la loi du Sport-Club Rot-Weiss Essen. Le Rot-Weiss remporta le 1er titre national pour la région "Ouest" depuis la fin de la Seconde Guerre mondiale.
Grâce à ce qui reste à ce jour son seul titre national, Rot-Weiss Essen devint le premier club allemand à participer à la nouvelle Coupe des clubs champions européens créée à partir de la saison suivante.

## Oberliga Nord
L'Oberliga Nord 1954-1955 (en français : Ligue supérieure de football d'Allemagne du Nord) fut une ligue de football. Elle fut la 7e édition de cette ligue en tant que partie intégrante du Championnat d'Allemagne de football.
Cette zone couvrait le Nord du pays et regroupait les Länder de Basse-Saxe, du Schleswig-Holstein et le territoire des « Villes libres » de Brême et de Hambourg.
De 1946 à la fin de l'été 1948, les équipes de cette zone avaient pris part, en commun avec cette de la zone « Ouest », aux compétitions appelées Meisterschaft der Britische Besatzungzone 1946-1947 et  Meisterschaft der Britische Besatzungzone 1947-1948.

### Compétitions
« Retour à la normale », lors de cette saison 1954-1955 puisqu'Hamburger SV retrouva le titre de « Nordeutscher Meister », après avoir dû le laisser au Hannover SV 96 la saison précédente. Champion d'Allemagne 1954, le HSV 96 ne termina qu'à une modeste 5e place dans cette Oberliga Nord.
Cette saison, une deuxième place qualificative pour la phase finale nationale fut à nouveau disponible. Elle revint au TuS Bremerhaven 93.
Les deux néo-promus assurèrent leur maintien. Le Bremer SV et Harburger TB furent relégués. Ces deux clubs ne remontèrent plus jamais en Oberliga Nord jusqu'en 1963.

#### Légende
| Légende         |                                                                 |
|                 | Champion d'Allemagne 1954                                       |
| C               | Norddeutscher Meister & qualifié pour la phase finale nationale |
| Q               | qualifié pour la phase finale nationale                         |
| (T)             | Tenant du titre de l'Oberliga Nord 1953-1954                    |
| R               | Relégué en vue de la saison suivante                            |
| en augmentation | club promu depuis la fin de la saison précédente                |

#### Classement
|   |    |                              | M  | G  | N  | P  | +   | -  | Avg  | Pts |
| - | -- | ---------------------------- | -- | -- | -- | -- | --- | -- | ---- | --- |
| C | 1  | Hamburger SV                 | 30 | 23 | 1  | 6  | 108 | 41 | 2,63 | 47  |
| Q | 2  | TuS Bremerhaven 93           | 30 | 17 | 7  | 6  | 56  | 38 | 1,47 | 41  |
|   | 3  | SV Werder Bremen             | 30 | 15 | 8  | 7  | 68  | 46 | 1,48 | 38  |
|   | 4  | FC Altona 93                 | 30 | 15 | 8  | 7  | 73  | 51 | 1,43 | 38  |
|   | 5  | Hannover SV 96 (T)           | 30 | 14 | 6  | 10 | 52  | 41 | 1,27 | 34  |
|   | 6  | Braunschweiger TSV Eintracht | 30 | 15 | 3  | 12 | 58  | 56 | 1,04 | 33  |
|   | 7  | FC St. Pauli                 | 30 | 10 | 11 | 9  | 45  | 51 | 0,88 | 31  |
|   | 8  | Eimsbütteler TV              | 30 | 9  | 10 | 11 | 51  | 60 | 0,85 | 28  |
|   | 9  | VfL Osnabrück                | 30 | 9  | 9  | 12 | 58  | 55 | 1,05 | 27  |
|   | 10 | Kieler SV Holstein           | 30 | 8  | 11 | 11 | 52  | 64 | 0,81 | 27  |
|   | 11 | VfB Oldenburg                | 30 | 9  | 7  | 14 | 33  | 56 | 0,59 | 25  |
|   | 12 | SV Arminia Hannover          | 30 | 9  | 6  | 15 | 50  | 60 | 0,83 | 24  |
|   | 13 | 1. SC Göttingen              | 30 | 6  | 12 | 12 | 35  | 49 | 0,71 | 24  |
|   | 14 | WfL Wolfsburg                | 30 | 7  | 10 | 13 | 35  | 53 | 0,66 | 24  |
| R | 15 | Bremer SV                    | 30 | 9  | 5  | 16 | 35  | 56 | 0,63 | 23  |
| R | 16 | Harburger TB                 | 30 | 3  | 10 | 17 | 35  | 76 | 0,46 | 16  |

### Montées depuis l'échelon inférieur
Les deux derniers classés furent relégués et remplacés par deux clubs promus en vue de la saison suivante : SV Eintracht Nordhorn et VfR Neumünster.

## Vertragsliga Berlin
L’Oberliga Berlin 1954-1955 — nom officiel Vertragsliga Berlin, en français : « Ligue berlinoise de football » — fut une ligue de football organisée à Berlin-Ouest.
Ce fut la 8e édition de cette ligue en tant que partie intégrante du Championnat d'Allemagne de football (deux éditions avaient eu lieu à titre « individuel » en 1945-1946 et en 1946-1947).
Depuis la saison 1950-1951, seuls les clubs localisés dans les différents districts de Berlin-Ouest participent à cette ligue.

### Nom officiel
Précisons que l'appellation officielle de la ligue fut Vertragsliga Berlin. Mais afin de faciliter la compréhension et le suivi de saison en saison, nous employons expressément le terme « Oberliga Berlin », puisque dans la structure mise en place par la DFB, cette ligue allait avoir dans les saisons suivantes, la même valeur que les quatre autres Oberligen (Nord, Ouest, Sud et Sud-Ouest).

### Compétition
Le Berliner FC Viktoria 1889, un des plus anciens clubs berlinois s'empara du titre de Berliner Meister et se qualifia pour la phase finale nationale.
En fin de compétition, les deux derniers classés furent relégués vers une ligue inférieure.

#### Légende
| C               | Berliner Meister & qualifié pour la phase finale nationale        |
| (T)             | Tenant du titre Berliner Meister 1953-1954                        |
| R               | Relégué en vue de la saison suivante                              |
| en augmentation | club promu, ou nouveau venu depuis la fin de la saison précédente |

#### Classement
|   |    |                            | M  | G  | N  | P  | +  | -  | Avg  | Pts |
| - | -- | -------------------------- | -- | -- | -- | -- | -- | -- | ---- | --- |
| C | 1  | Berliner FC Viktoria 89    | 22 | 15 | 4  | 3  | 53 | 20 | 2,65 | 34  |
|   | 2  | Tennis Borussia Berlin     | 22 | 14 | 2  | 6  | 52 | 33 | 1,58 | 30  |
|   | 3  | Berliner SV 92 (T)         | 22 | 12 | 4  | 6  | 38 | 26 | 1,46 | 28  |
|   | 4  | SC Minerva 93 Berlin       | 22 | 13 | 2  | 7  | 42 | 29 | 1,45 | 28  |
|   | 5  | SC Union 06 Berlin         | 22 | 11 | 3  | 8  | 42 | 37 | 1,14 | 25  |
|   | 6  | Spandauer SV               | 22 | 8  | 5  | 9  | 41 | 34 | 1,21 | 21  |
|   | 7  | Hertha BSC Berlin          | 22 | 10 | 1  | 11 | 37 | 44 | 0,84 | 21  |
|   | 8  | SC Wacker 04 Reinickendorf | 22 | 4  | 10 | 8  | 30 | 40 | 0,75 | 18  |
|   | 9  | Berliner FC Alemannia 90   | 22 | 7  | 3  | 12 | 29 | 38 | 0,76 | 17  |
|   | 10 | SV Blau-Weiss Berlin       | 22 | 6  | 5  | 11 | 24 | 45 | 0,53 | 17  |
| R | 11 | Berliner FC Südring        | 22 | 6  | 3  | 13 | 32 | 46 | 0,70 | 15  |
| R | 12 | Berliner FC Nordstern      | 22 | 2  | 6  | 14 | 34 | 62 | 0,55 | 10  |

### Montants depuis l'échelon inférieur
Les deux derniers classés furent relégués et remplacés par : FC Hertha 03 Zehlendorf et SC Tasmania 1900 Berlin.

## Oberliga West
L'Oberliga West 1954-1955 (en français : Ligue supérieure de football d'Allemagne occidentale) fut une ligue de football. Elle fut la 7e édition de cette ligue en tant que partie intégrante de la nouvelle formule du Championnat d'Allemagne de football.
Cette zone couvrait la région Ouest du pays : le Land de Rhénanie du Nord-Wesphalie.
De 1946 à la fin de l'été 1948, les équipes de cette Oberliga avaient pris part, en commun avec les clubs de la région "Nord", aux compétitions appelées Meisterschaft der Britische Besatzungzone 1946-1947 et  Meisterschaft der Britische Besatzungzone 1947-1948.

### Compétitions
Rot-Weiss Essen retrouva le titre de "Westdeutscher Meister". Le SV Sodingen fit un étonnant vice-champion. Les deux clubs furent qualifiés pour le tour final national, au terme duquel, le Rot-Weiss fut sacré Champion d'Allemagne 1955.
Un titre qui permit au Rot-Weiss Essen d'être le premier représentant allemand dans la nouvelle Coupe d'Europe des Clubs champions européens, créée à partir de la saison suivante.
Les deux derniers classés furent relégués en 2. Oberliga West.

#### Légende
| Légende         |                                                                         |
| C               | Westdeutscher Meister & qualifié pour la phase finale nationale         |
| Q               | qualifié pour la phase finale nationale                                 |
| (T)             | Tenant du titre Oberliga West 1953-1954                                 |
| R               | club relégués en 2. Oberliga West pour la saison suivante               |
| en augmentation | club promu de la 2. Oberliga West depuis la fin de la saison précédente |

#### Classement
|   |    |                           | M  | G  | N  | P  | +  | -  | Avg  | Pts |
| - | -- | ------------------------- | -- | -- | -- | -- | -- | -- | ---- | --- |
| C | 1  | Rot-Weiss Essen           | 30 | 20 | 5  | 5  | 64 | 38 | 1,68 | 45  |
| Q | 2  | SV Sodingen               | 30 | 17 | 5  | 8  | 54 | 40 | 1,35 | 39  |
|   | 3  | SV Bayer 04 Leverkusen    | 30 | 13 | 10 | 7  | 54 | 42 | 1,29 | 36  |
|   | 4  | Borussia Dortmund         | 30 | 12 | 6  | 12 | 63 | 57 | 1,11 | 30  |
|   | 5  | FC Schalke 04             | 30 | 11 | 8  | 11 | 51 | 49 | 1,04 | 30  |
|   | 6  | Fortuna Düsseldorf        | 30 | 13 | 4  | 13 | 66 | 65 | 1,02 | 30  |
|   | 7  | 1. FC Köln (T)            | 30 | 13 | 3  | 14 | 60 | 55 | 1,09 | 29  |
|   | 8  | Duisburger SpV            | 30 | 12 | 5  | 13 | 48 | 52 | 0,92 | 29  |
|   | 9  | SC Preussen Münster       | 30 | 12 | 4  | 14 | 70 | 60 | 1,17 | 28  |
|   | 10 | SC Preussen Dellbrück     | 30 | 12 | 4  | 14 | 51 | 58 | 0,88 | 28  |
|   | 11 | Aachener TSV Alemannia    | 30 | 11 | 6  | 13 | 56 | 64 | 0,88 | 28  |
|   | 12 | Schwarz-Weiss Essen       | 30 | 11 | 5  | 14 | 52 | 55 | 0,95 | 27  |
|   | 13 | SC Westfalia Herne        | 30 | 10 | 7  | 13 | 57 | 63 | 0,90 | 27  |
|   | 14 | Borussia München-Gladbach | 30 | 9  | 8  | 13 | 48 | 65 | 0,74 | 26  |
| R | 15 | Meidericher SV            | 30 | 9  | 7  | 14 | 39 | 60 | 0,65 | 25  |
| R | 16 | VfL Bochum                | 30 | 6  | 11 | 13 | 36 | 46 | 0,78 | 23  |

### Montée/Descente depuis l'étage inférieur
Depuis la saison 1949-1950, la Westdeutscher Fußball-und Leichtathletikverband (WFLV), avait créé la 2. Oberliga West.
En fin de saison, les deux derniers classés de l'Oberliga furent relégués et remplacés par les deux premiers de la 2. Oberliga West qui depuis la saison 1952-1953 se jouait en une seule série : Wuppertaler SV (Champion 2. Oberliga West) et Sportfreunde Hamborn 07 (Vice-champion 2. Oberliga West).

## Oberliga Südwest
L'Oberliga Südwest 1954-1955 (en français : Ligue supérieure de football d'Allemagne du Sud-Ouest) est une ligue de football. Elle constitue la 8e édition en tant que partie intégrante de la nouvelle formule du Championnat d'Allemagne de football.
Cette zone couvre le Sud-Ouest du pays et regroupe le Land de Rhénanie-Palatinat et le protectorat de Sarre.

### Compétition
Le championnat est sans réelle surprise puisque le 1. FC Kaiserslautern conserve son titre de Südwestdeutscher Meister. Après une saison précédente fort moyenne, le Wormatia Worms termine vice-champion et se qualifie pour la phase finale nationale.
Les deux derniers classés sont relégués vers la 2. Oberliga Südwest.

#### Légende
| Légende         | |
| C               | Südwest Meister & qualifié pour la phase finale nationale                                                  |
| Q               | qualifié pour la phase finale nationale                                                                    |
| CE              | club désigné pour participer à la 1re édition de la Coupe des Clubs champions européens la saison suivante |
| (T)             | Tenant du titre Oberliga Südwest 1953-1954                                                                 |
| R               | Relégué en 2. Oberliga Südwest en vue de la saison suivante                                                |
| en augmentation | club promu de la 2. Oberliga Südwest depuis la fin de la saison précédente                                 |

#### Classement
|    |    |                             | M  | G  | N  | P  | +  | -  | Avg  | Pts |
| -- | -- | --------------------------- | -- | -- | -- | -- | -- | -- | ---- | --- |
| C  | 1  | 1. FC Kaiserslautern (T)    | 30 | 23 | 4  | 3  | 96 | 42 | 2,29 | 50  |
| Q  | 2  | VfR Wormatia Worms 08       | 30 | 16 | 9  | 5  | 80 | 38 | 2,11 | 41  |
| CE | 3  | 1. FC Saarbrücken           | 30 | 18 | 5  | 7  | 82 | 51 | 1,61 | 41  |
|    | 4  | TuS Neuendorf               | 30 | 17 | 6  | 7  | 79 | 38 | 2,08 | 40  |
|    | 5  | FK Pirmasens                | 30 | 18 | 3  | 9  | 70 | 45 | 1,56 | 39  |
|    | 6  | SV Phönix 03 Ludwigshafen   | 30 | 15 | 9  | 6  | 60 | 39 | 1,54 | 39  |
|    | 7  | TuRa Ludwigshafen           | 30 | 14 | 6  | 10 | 57 | 52 | 1,10 | 34  |
|    | 8  | VfR Frankenthal             | 30 | 13 | 3  | 14 | 47 | 66 | 0,71 | 29  |
|    | 9  | SV Saar 05 Saarbrücken      | 30 | 6  | 13 | 11 | 43 | 56 | 0,77 | 25  |
|    | 10 | VfB Borussia Neunkirchen    | 30 | 8  | 9  | 13 | 37 | 50 | 0,70 | 25  |
|    | 11 | SV Eintracht Trier          | 30 | 10 | 4  | 16 | 45 | 59 | 0,76 | 24  |
|    | 12 | VfR Kaiserslautern          | 30 | 8  | 6  | 16 | 47 | 76 | 0,62 | 22  |
|    | 13 | Eintracht Bad Kreuznach     | 30 | 7  | 7  | 16 | 43 | 75 | 0,57 | 21  |
|    | 14 | 1. FSV Mainz 05             | 30 | 8  | 4  | 18 | 51 | 64 | 0,84 | 20  |
| R  | 15 | FV Speyer                   | 30 | 6  | 5  | 19 | 45 | 70 | 0,64 | 17  |
| R  | 16 | Sportfreunde 05 Saarbrücken | 30 | 4  | 5  | 21 | 31 | 92 | 0,34 | 13  |

#### Qualification européenne
À cette époque, la Sarre est toujours considérée comme un État indépendant (elle ne redevient un Land de la République fédérale d'Allemagne que le 1er janvier 1957). Bien que non qualifié pour la phase finale du championnat d'Allemagne de l'Ouest, le 1. FC Sarrebruck est convié à prendre part à la Coupe des Clubs champions européens, créée à partir de la saison suivante.

### Montées depuis l'étage inférieur
Depuis la saison 1951-1952, la Fußball-Regional-Verband Südwest (FRVS) a instauré une ligue constituant un 2e niveau : la 2. Oberliga Südwest.
Les deux derniers classés sont relégués en 2. Oberliga Südwest 1955-1956, et sont remplacés par les deux premiers de cette 2. Oberliga : SpVgg Andernach (Champion 2. Oberliga Südwest) et FV Engers 07 (Vice-champion 2. Oberliga Südwest).

## Oberliga Süd
L'Oberliga Süd 1954-1955 (en français : Ligue supérieure de football d'Allemagne du Sud) est la 8e édition de la compétition en tant que partie intégrante du Championnat d'Allemagne de football.
L'Oberliga Süd couvre le Sud du pays et regroupe les Länder du Bade-Wurtemberg, de Bavière et de Hesse.

### Compétition
Les Kickers Offenbach retrouvent la voie du succès et s'emparent du titre de Süddeutscher Meister en devançant le surprenant SSV Reutlingen, néo-promu. Les deux clubs sont qualifiés pour la phase finale nationale.
L'autre club montant, le Schwaben Augsburg, assure son maintien. Les deux équipes reléguées sont le KSV Hessen Kassel et le ... FC Bayern München, qui à l'époque, il est vrai, n'a pas encore la réputation qui est la sienne de nos jours.

#### Légende
| Légende         |                                                                |
| C               | Süddeutscher Meister & qualifié pour la phase finale nationale |
| (T)             | Tenant du titre 1953-1954                                      |
| Q               | qualifié pour la phase finale nationale                        |
| R               | Relégué en vue de la saison suivante                           |
| en augmentation | club promu depuis la fin de la saison précédente               |

#### Classement
|   |    |                        | M  | G  | N | P  | +  | -  | Avg  | Pts |
| - | -- | ---------------------- | -- | -- | - | -- | -- | -- | ---- | --- |
| C | 1  | Offenbacher FC Kickers | 30 | 17 | 5 | 8  | 67 | 38 | 1,76 | 39  |
| Q | 2  | SSV Reutlingen         | 30 | 16 | 5 | 9  | 62 | 44 | 1,41 | 37  |
|   | 3  | 1. FC Schweinfurt 05   | 30 | 14 | 9 | 7  | 52 | 44 | 1,18 | 37  |
|   | 4  | SG Eintracht Frankfurt | 30 | 15 | 6 | 9  | 56 | 36 | 1,55 | 36  |
|   | 5  | Karlsruher SC          | 30 | 15 | 5 | 10 | 69 | 51 | 1,35 | 35  |
|   | 6  | FSV Frankfurt          | 30 | 13 | 7 | 10 | 55 | 49 | 1,12 | 33  |
|   | 7  | BC Augsburg            | 30 | 14 | 4 | 12 | 72 | 60 | 1,20 | 32  |
|   | 8  | TSV Schwaben Augsburg  | 30 | 12 | 8 | 10 | 46 | 45 | 1,02 | 32  |
|   | 9  | 1. FC Nürnberg         | 30 | 12 | 5 | 13 | 64 | 51 | 1,25 | 29  |
|   | 10 | VfR Mannheim           | 30 | 12 | 5 | 13 | 77 | 79 | 0,97 | 29  |
|   | 11 | SpVgg Fürth            | 30 | 11 | 7 | 12 | 56 | 67 | 0,84 | 29  |
|   | 12 | SV Stuttgarter Kickers | 30 | 10 | 7 | 13 | 48 | 56 | 0,86 | 27  |
|   | 13 | VfB Stuttgart (T)      | 30 | 11 | 4 | 15 | 58 | 60 | 0,97 | 26  |
|   | 14 | SSV Jahn Regensburg    | 30 | 11 | 4 | 15 | 47 | 85 | 0,55 | 26  |
| R | 15 | KSV Hessen Kassel      | 30 | 6  | 6 | 18 | 37 | 67 | 0,55 | 18  |
| R | 16 | FC Bayern München      | 30 | 6  | 3 | 21 | 42 | 76 | 0,55 | 15  |

### Montée / Descente depuis l'étage inférieur
Créée lors de la saison 1950-1951 par la Süddeutscher Fußball-Verband (SFV), la 2. Oberliga Süd se trouve directement inférieure à l'Oberliga et directement supérieure aux séries de Landesliga.
En cette fin de saison 1954-1955, les deux derniers classé de l'Oberliga sont relégués et remplacés par les deux premiers de la 2. Oberliga Süd 1954-1955 : TSV 1860 München (Champion) et SV Viktoria Aschaffenbourg (Vice-champion).

## Phase finale nationale

### Les 9 clubs participants
| Oberligen           | Qualifiés                                  | Remarques                           | Tour d'entrée              |
| ------------------- | ------------------------------------------ | ----------------------------------- | -------------------------- |
| Oberliga Nord       | Hamburger SV TuS Bremerhaven 93            | Norddeutscher Meister 2e Nord       | Groupe 1 Tour préliminaire |
| Vertragsliga Berlin | Berliner FC Viktoria 89                    | Berliner Meister                    | Groupe 1                   |
| Oberliga West       | Rot-Weiss Essen SV Sodingen                | Westdeutscher Meister 2e West       | Groupe 2 Tour préliminaire |
| Oberliga Südwest    | 1. FC Kaiserslautern VfR Wormatia Worms 08 | Südwestdeutscher Meister 2e Südwest | Groupe 1 Tour préliminaire |
| Oberliga Süd        | Offenbacher FC Kickers SSV Reutlingen      | Süddeutscher Meister 2e Süd         | Groupe 2 Tour préliminaire |

### Compétition

#### Tour préliminaire
Les quatre vice-champions disputèrent le tour préliminaire. Les vainqueurs des rencontres du premier tour et le gagnant du match de repêchage se qualifièrent pour la phase de groupes.

##### Premier tour
Rencontres jouées le 4 mai 1955
| Équipe 1           | Résultat | Équipe 2              |
| ------------------ | -------- | --------------------- |
| SV Sodingen        | 3-0      | SSV Reutlingen        |
| TuS Bremerhaven 93 | 3-3      | VfR Wormatia Worms 08 |

- SV Sodingen, qualifié pour la phase de groupes.

Match d'appui : Rencontre jouée le 5 mai 1955
| Équipe 1           | Résultat | Équipe 2              |
| ------------------ | -------- | --------------------- |
| TuS Bremerhaven 93 | 3-2      | VfR Wormatia Worms 08 |

- TuS Bremerhaven 93, qualifié pour la phase de groupes.

##### Match de repêchage
Rencontre jouée le 8 mai 1955
| Équipe 1              | Résultat | Équipe 2       |
| --------------------- | -------- | -------------- |
| VfR Wormatia Worms 08 | 2-1      | SSV Reutlingen |

- VfR Wormatia Worms 08, qualifié pour la phase de groupes.

#### Premier tour
Rencontres jouées du 15 mai 1955 au 11 juin 1955.

##### Groupe 1
| Rang | Équipe                  | Pts | J | G | N | P | Bp | Bc | Diff |  | Résultats (▼ dom., ► ext.) | KAI | HSV | SOD | BER  |
| ---- | ----------------------- | --- | - | - | - | - | -- | -- | ---- |  | -------------------------- | --- | --- | --- | ---- |
| 1    | 1. FC Kaiserslautern    | 9   | 6 | 3 | 3 | 0 | 20 | 8  | +12  |  | 1. FC Kaiserslautern       |     | 2-2 | 2-2 | 10-0 |
| 2    | Hamburger SV            | 8   | 6 | 3 | 2 | 1 | 8  | 5  | +3   |  | Hamburger SV               | 1-2 |     | 1-0 | 1-0  |
| 3    | SV Sodingen             | 7   | 6 | 2 | 3 | 1 | 13 | 9  | +4   |  | SV Sodingen                | 2-2 | 1-1 |     | 5-1  |
| 4    | Berliner FC Viktoria 89 | 0   | 6 | 0 | 0 | 6 | 4  | 23 | -19  |  | Berliner FC Viktoria 89    | 1-2 | 0-2 | 2-3 |      |

##### Groupe 2
Rencontres jouées du 15 mai 1955 au 12 juin 1955.
| Rang | Équipe                 | Pts | J | G | N | P | Bp | Bc | Diff |  | Résultats (▼ dom., ► ext.) | RWE | BRE | OFF | WOR |
| ---- | ---------------------- | --- | - | - | - | - | -- | -- | ---- |  | -------------------------- | --- | --- | --- | --- |
| 1    | Rot-Weiss Essen        | 10  | 6 | 4 | 2 | 0 | 16 | 5  | +11  |  | Rot-Weiss Essen            |     | 4-0 | 4-1 | 1-1 |
| 2    | TuS Bremerhaven 93     | 6   | 6 | 2 | 2 | 2 | 5  | 10 | -5   |  | TuS Bremerhaven 93         | 1-1 |     | 2-0 | 1-0 |
| 3    | Offenbacher FC Kickers | 4   | 6 | 2 | 0 | 4 | 11 | 12 | -1   |  | Offenbacher FC Kickers     | 1-3 | 4-0 |     | 5-2 |
| 4    | VfR Wormatia Worms 08  | 4   | 6 | 1 | 2 | 3 | 6  | 11 | -5   |  | VfR Wormatia Worms 08      | 1-3 | 1-1 | 1-0 |     |

#### Finale
| 26 juin 1955 | Rot-Weiss Essen                      | 4 - 3 | 1. FC Kaiserslautern          | Niedersachsenstadion, Hanovre                    |                                                  |
|              | Islacker 18e, 43e, 85e · Röhring 27e |       | Wenzel 11e, 56e · Bassler 72e | Spectateurs : 80 000 Arbitrage : Albert Meissner | Spectateurs : 80 000 Arbitrage : Albert Meissner |

## Bilan de la saison
| Tableau d'Honneur              |                 |
| Compétition                    | Vainqueur       |
| Championnat de RFA de football | Rot-Weiss Essen |
| Coupe d'Allemagne de football  | Karlsruher SC   |

| Qualifications européennes          |                 |
| Compétition                         | Qualifié        |
| Coupe des clubs champions 1955-1956 | Rot-Weiss Essen |